# Glochidion plagiophyllum
Glochidion plagiophyllum är en emblikaväxtart som beskrevs av Airy Shaw. Glochidion plagiophyllum ingår i släktet Glochidion och familjen emblikaväxter.
Artens utbredningsområde är Små Sundaöarna. Inga underarter finns listade i Catalogue of Life.